# Alphabet de tchat arabe
 (mars 2023).
L’alphabet de tchat arabe, aussi appelé arabi (arabe : عَرَبِي (ʿArabī)), arabizi (arabe : عَرَبِيزِي (ʿArabīzī)), mu’arrab (arabe : مُعَرَّب (Muʿarrab)), franco-arabe ou franco, est un alphabet utilisé pour communiquer en arabe sur Internet et plus précisément dans le cadre de la messagerie instantanée. Cet alphabet est le résultat du procédé de romanisation de l'arabe. Chaque caractère se prononce toujours de la même façon, quel que soit le caractère qui le précède ou qui le suit. La prononciation de certains graphèmes peut toutefois différer selon le dialecte employé. L'alphabet de tchat arabe est une constituante de l'argot internet propre à la communauté qui communique en langue arabe via la messagerie instantanée. 

## Adaptation de l'arabe autchat
Le tchat, ou communication écrite à travers une messagerie instantanée, se rapproche du langage parlé par le registre ainsi que par la rapidité de l'élocution. L'écriture arabe est cursive et exige des adaptations pour permettre le tchat. Par exemple, certaines caractéristiques classiques (littéraires et traditionnelles) peuvent ralentir la vitesse de frappe ou bien présenter de très grandes différences avec la langue parlée dont on souhaite se rapprocher autant que possible. Ces caractéristiques sont, entre autres : la multiplicité des graphèmes, les ligatures, la vocalisation, la direction de l'écriture (de droite à gauche), etc.

## Graphèmes

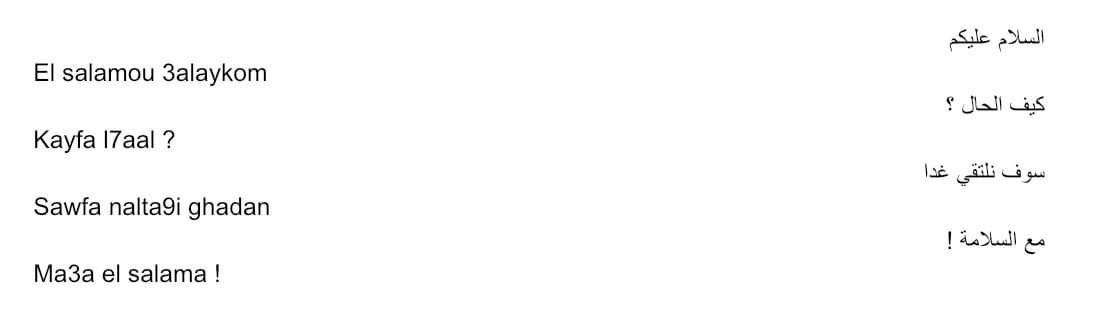
Exemple de quelques formules de dialogue en langue arabe (arabe standard, dans cet exemple) avec leurs différentes correspondances en écriture tchat.

La correspondance des graphèmes avec les différentes lettres arabes qui ne retrouvent aucun substitut en lettres latines se fait généralement selon une convention adoptée par la plupart des membres de la communauté d'internautes communiquant en langue arabe. Il est intéressant de constater toutefois que certains graphèmes sont la reproduction symétrique (au niveau de la forme) de la lettre à laquelle ils correspondent. Par exemple, le ‹ 2 › utilisé pour représenter la lettre ‹ ء › de même que le ‹ 3 › illustrant la lettre ‹ ع › présentent une certaine similarité au niveau de la forme. Un autre phénomène récurrent, la présence de la lettre ‹ h › jumelée la plupart du temps avec une autre lettre. Ce ‹ h › représente dans la plupart des cas le substitut des points se trouvant sur la lettre arabe correspondant au graphème précédant le ‹ h ›. Par exemple, du point de vue de la sonorité, c'est le graphème ‹ d › qui représente la lettre arabe ‹ د › alors que le graphème ‹ dh › équivaut à la lettre ‹ ذ ›. Ainsi, l'adoption de ces différents graphèmes par une grande partie des internautes dialoguant en arabe via la messagerie instantanée comme convention langagière relève à la fois d'une correspondance au niveau de l'oralité et d'une correspondance au niveau de la forme. 

### Consonnes
Consonnes qui ont une prononciation différente de celles en français.
| Graphème       | Phonème (API) | Lettre arabe | Nom de la lettre | Exemple                 |
| -------------- | ------------- | ------------ | ---------------- | ----------------------- |
| ‹ 2 ›, ‹ a ›   | /ʔ/           | ء            | hamza            | 2ana (« je »)           |
| ‹ th ›, ‹ s ›  | /θ/           | ث            | thāʼ             | thawb (« vêtement »)    |
| ‹ 3 ›          | /ʕ/, /ʢ/      | ع            | ʿayn             | 3id (« fête »)          |
| ‹ 7 ›, ‹ h ›   | /ħ/, /ʜ/      | ح            | ḥā               | la7em (« la viande »)   |
| ‹ ch ›, ‹ sh › | /ʃ/           | ﺵ            | šīn              | ch7al (« combien »)     |
| ‹ 8 ›, ‹ gh ›  | /ɣ/, /ʁ/      | ﻍ            | ġayn             | r8ayfa (« galette »)    |
| ‹ h ›          | /h/           | ه            | hā               | hàni (« tranquille »)   |
| ‹ 5 ›, ‹ kh ›  | /x/, /χ/      | خ            | khā              | shei5 (« chef »)        |
| ‹ dh ›, ‹ z ›  | /ð/           | ذ            | dhāl             | dhoubéba (« mouche »)   |
| ‹ 9 ›, ‹ q ›   | /q/, /ɢ/, /g/ | ق            | qāf              | n9i (« propre »)        |
| ‹ r ›          | /r/, /ɾ/      | ر            | rā               | ra7a (« repos »)        |
| ‹ w ›, ‹ ou ›  | /w/           | و            | wāw              | waqt (« temps »)        |
| ‹ y ›          | /j/           | ي            | yā               | al'tiyara (« l’avion ») |

### Voyelles
| Graphème | Phonème (API) | Lettre arabe | Exemple en judéo-marocain                   |
| -------- | ------------- | ------------ | ------------------------------------------- |
| ‹ à ›    |               |              | 3chà (« dîner ») , berràd (« théière »)     |
| ‹ â ›    |               |              | râht (« sorte »), wâqt (« temps »)          |
| ‹ e ›    |               |              | gherbàl (« tamis »), 7ebs (« prison »)      |
| ‹ i ›    |               |              | twil (« long »), siniya (« plateau à thé ») |
| ‹ u ›    |               |              | 7ut (« poisson »), 7ànut (« boutique »)     |